# John Bradbury
John Bradbury ( 1768 - 1823 ) fue un botánico escocés. Se destacó por sus recorridos en el Medio Oeste de Estados Unidos y el Oeste a principios del siglo XIX y su testimonio del terremoto de Nueva Madrid de 1811.
Bradbury era aborigen de Stalybridge en Lancashire y trabajó en una hilandería de algodón. En 1792, fue elegido miembro de la Sociedad Linneana de Londres.
Mientras vivía en Manchester, realizó una petición a los fideicomisarios del Jardín Botánico de Liverpool (ahora llamado Wavertree Botanic Gardens)para financiar una visita a Estados Unidos, para recolectar plantas (con una disposición de ir a trabajar en la mejora de la oferta de algodón de Estados Unidos).
En 1809, ya en EE. UU, se encuentra con Thomas Jefferson quien le recomendó que debía basar sus investigaciones en San Luis, Misuri más que en Nueva Orleans, Luisiana.
Mientras en St. Louis, Bradbury exploró el área y envió semillas a Liverpool.
En 1811, con el naturalista Thomas Nuttall se unieron a la Expedición de Astor (1810-1812) para encontrar una ruta más rápida, por tierra, a Astoria, Oregon.
Bradbury no se quedó con la expedición hasta el final en Oregon, sino más bien se quedó con el grupo en el río Misuri hacia Montana antes de empezar a volver a Nueva Orleans, mientras documentaba 40 nuevas especies de plantas mediante el envío de semillas a su hijo. Algunas de sus especies se documentaron, sin su permiso, por Frederick Traugott Pursh en Flora americae septentrionalis; y en A Systematic Arrangement and Description of The Plants of North America (con varias fechas de publicación: 1813, 1814.) Bradbury estuvo «profundamente ofendido [por hurto de Pursh de sus especímenes botánicos] y con su fama como coleccionista, al descubrir esas nuevas plantas robadas, Bradbury hizo muy poco después de ese hurto».
Mientras Bradbury retornaba de la Expedición de Astor hacia Nueva Orleans, Luisiana estuvo cerca de Chicksaw Bluffs (el futuro sitio de Memphis, Tennessee) el 16 de diciembre de 1811, sobre el río Misisipi cuando se sintió el primero de tres terremotos conocidos como el terremoto de New Madrid.
Su relato en primera persona se presenta como el único testigo presencial del terremoto, de una persona con formación científica. Publicó ese relato de su investigación en Los viajes en el interior de América, en los años 1809, 1810, 1811 que se publicó en 1817.
Bradbury intentó retornar a Inglaterra, pero se frustró debido a la guerra anglo-estadounidense de 1812 y así fue a estudiar los estados al este del Misisipi, publicando un apéndice a su libro «Travels» titulado «Remarks on the States of Ohio, Kentucky, and Indiana, with the Illinois and Western Territory, and on the Emigrations to Those Countries» (Observaciones sobre los estados de Ohio, Kentucky e Indiana, con el Illinois y territorios del Oeste, y en las emigraciones a esos países)

## Algunas publicaciones
- Con John Lindley (1799-1865) y Thomas Moore (1821-1887), The Ferns of Great Britain and Ireland. Londres, 1855

- La abreviatura «J.Bradbury» se emplea para indicar a John Bradbury como autoridad en la descripción y clasificación científica de los vegetales.[5]